# Jacob Korevaar
Pour les articles homonymes, voir Korevaar.
Jacob « Jaap » Korevaar (né le 25 janvier 1923 à Lange Ruige Weide (Hollande-Méridionale) et mort le 18 mars 2025 à Bussum) est un mathématicien néerlando-américain. 

## Biographie

### Carrière
Jacob Korevaar fait partie de la faculté de l'université de Californie à San Diego et de l'Université du Wisconsin à Madison, ainsi que de l'université d'Amsterdam (Korteweg-de Vries Institute for Mathematics).
Il devient membre de l'Académie royale néerlandaise des arts et des sciences en 1975. Il remporte le prix Lester R. Ford en 1987 et le prix Chauvenet en 1989 pour un essai sur la preuve de la conjecture de Bieberbach par Louis de Branges de Bourcia. En 2012, il devient membre de l'American Mathematical Society.

### Vie privée
Il est le frère aîné du joueur olympique de water-polo Nijs Korevaar .
Jacob Korevaar meurt le 18 mars 2025, à l’âge de 102 ans.